# Df (Unix)
Pour les articles homonymes, voir DF.
df (abréviation de disk free en anglais) est une commande UNIX utilisée pour afficher la valeur d'espace disque disponible des systèmes de fichier dont l'utilisateur possède l'accès en lecture. df est habituellement implémenté en lisant le fichier mtab (en) ou en utilisant statfs.
df apparut pour la première fois dans la version 1 AT&T UNIX.

## Exemple
```
$>
 
df
 
-k

 
Filesystem
    
1024
-blocks
      
Free
 
%
 
Used
    
Iused
 
%
 
Iused
 
Mounted
 
on

 
/dev/hd4
            
32768
     
16016
   
52
 
%
     
2271
    
14
 
%
 
/

 
/dev/hd2
          
4587520
   
1889420
   
59
 
%
    
37791
     
4
 
%
 
/usr

 
/dev/hd9var
         
65536
     
12032
   
82
 
%
      
518
     
4
 
%
 
/var

 
/dev/hd3
           
819200
    
637832
   
23
 
%
     
1829
     
1
 
%
 
/tmp

 
/dev/hd1
           
524288
    
395848
   
25
 
%
      
421
     
1
 
%
 
/home

 
/proc
                   
-
         
-
      
-
        
-
       
-
 
/proc

 
/dev/hd10opt
        
65536
     
26004
   
61
 
%
      
654
     
4
 
%
 
/opt

```

## Usage
Les spécifications pour df sont :
```
df
 
[
-k
]
 
[
-P
|
-t
]
 
[
-del
]
 
[
file...
]

```

-k
Utilise les unités 1024 octets, au lieu de 512 octets par défaut, lors de l'écriture des chiffres d'espace. Il s'agit d'un compromis pour conserver les scripts historiques utilisant les 512 octets.
-P
Utilise un format standard, portable, sortie. Il est préformaté ainsi : <fs name>, <total space>, <space used>, <space free>, <percentage used>, :<fs root>
file
Écrit la valeur de l'espace libre du système de fichier contenant celui spécifié.
La plupart des systèmes d'exploitation Unix proposent d'autres options. Les versions BSD et GNU Core Utilities incluent :
-h
L'espace disque libre est listé en format lisible pour l'homme, c'est-à-dire avec le Système_international_d'unités (ex : 10 Mo).
-i
Liste l'utilisation inode
-l
Affiche uniquement les systèmes de fichiers locaux.
La version GNU montre par défaut les tailles des blocs en kilo, elle propose :
-T
Ajoute les types de fichiers systèmes

## Spécification
La Single Unix Specification (SUS) spécifie par défaut l'espace en blocs de 512 octets, et au minimum les noms des fichiers systèmes et la valeur de leur espace disque libre.
L'utilisation d'unités de 512 octets est une pratique historique et maintient la compatibilité avec des utilitaires comme ls, mais cela n'impose pas que les fichiers systèmes soient conçus en blocs de 512 octets.
La liste suivante contient des quantités de df exprimées en unités 512 octets (1024 octets quand -k est précisé), qui doivent être arrondies à l'unité supérieure.
<fs name>
Nom du fichier système, dans un format défini par l'implémentation.
<total space>
Taille totale du fichier système en unités de 512 octets. Ce chiffre doit inclure : "<espace utilisé>, <espace libre>", plus des espaces réservés par le système non disponibles pour l'utilisateur.
<space used>
Valeur totale d'espace alloué à des fichiers existants dans le système de fichier en unités de 512 octets.
<space free>
Valeur totale d'espace disponible dans le système de fichiers réservés pour la création de nouveaux fichiers par des utilisateurs non privilégiés, en unités de 512 octets. Quand ce chiffre est inférieur ou égal à 0, il n'est plus possible de créer de nouveau fichier sans en supprimer auparavant, sauf si le processus possède les droits nécessaires.
<percentage used>
Pourcentage d'espace normalement disponible qui est actuellement alloué à tous fichiers du système de fichiers. Cela doit être calculé avec la fraction suivante : <space used> / (<space used>+ <space free>) exprimé en pour cent. Ce chiffre peut être plus grand que 100 si <space free> est négatif.
<fs root>
Répertoire où apparaît l'arborescence du système de fichiers.